# Voskhod 2
Voskhod 2 (Bình minh-2) là sứ mệnh vũ trụ có người lái của Liên Xô tháng 3 năm 1965. Tàu vũ trụ Voskhod 3KD được thiết kế dựa trên các tàu vũ trụ Vostok trước đó, nhưng do hai phi hành gia Pavel Belyayev và Alexei Leonov điều khiển, có trang bị thêm khoang điều áp có thể co duỗi được. Sứ mệnh này đã mở ra một chương mới trong hành trình khám phá vũ trụ, với việc phi hành gia Alexei Leonov trở thành người đầu tiên rời tàu vũ trụ để đi bộ trong không gian trong khoảng thời gian là 12 phút.

## Phi hành đoàn
| Vị trí   | Phi hành gia   |
| -------- | -------------- |
| Chỉ huy  | Pavel Belyayev |
| Phi công | Alexei Leonov  |

Phi hành đoàn dự bị:
| Vị trí   | Phi hành gia    |
| -------- | --------------- |
| Chỉ huy  | Dmitri Zaikin   |
| Phi công | Yevgeny Khrunov |

| Vị trí   | Phi hành gia    |
| -------- | --------------- |
| Chỉ huy  | Viktor Gorbatko |
| Phi công | Pyotr Kolodin   |

## Mission parameters
| Thông số           | Giá trị   |
| ------------------ | --------- |
| Khối lượng         | 5.682 kg  |
| Viễn điểm quỹ đạo  | 475 km    |
| Cận điểm quỹ đạo   | 167 km    |
| Độ nghiêng quỹ đạo | 64,8 độ   |
| Chu kỳ quỹ đạo     | 90,9 phút |

### Cuộc đi bộ ngoài không gian
- Leonov – EVA – 18 tháng 3 năm 1965
  - 08:28:13 GMT: Leonov tiến hành giảm áp khoang điều áp tàu Voskhod 2.
  - 08:32:54 GMT: Leonov mở cửa sập khoang điều áp tàu Voskhod 2.
  - 08:34:51 GMT: bắt đâu đi bộ ngoài không gian (EVA) – Leonov rời khỏi khoang điều áp.
  - 08:47:00 GMT: kết thúc đi bộ ngoài không gian – Leonov quay lại khoang điều áp.
  - 08:48:40 GMT: Leonov đóng cửa sập khoang điều áp.
  - 08:51:54 GMT: Leonov bắt đầu tiến hành cân bằng áp suất khoang điều áp.
  - Tổng thời gian: 12 phút 9 giây

## Sứ mệnh

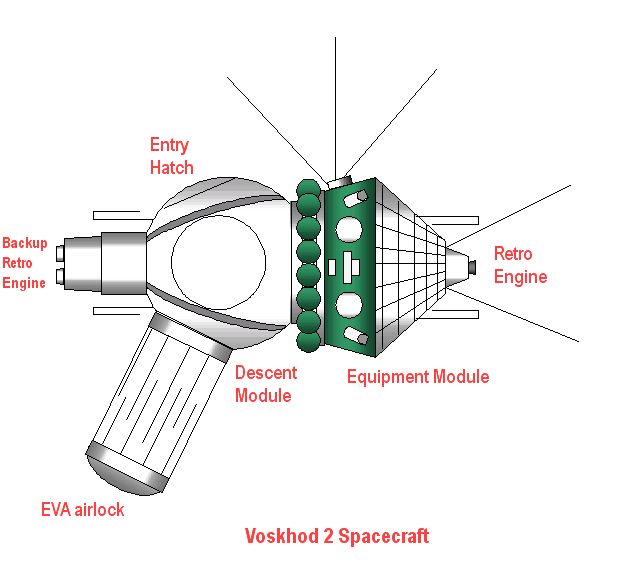
Tàu Voskhod 2 với khoang điều áp đang được duỗi ra.

Tên lửa đầy mang theo Voskhod 2 cất cánh lúc 07:00 GMT ngày 18 tháng 3 năm 1965. Giống như Voskhod 1, hệ thống thoát hiểm không thể kích hoạt trong vòng vài phút đầu tiên, cho đến khi phần chóp mũi bảo vệ tàu vũ trụ được tách ra vào thời điểm phút thứ 2+1⁄2.
Tàu Voskhod 3KD có trang bị khoang điều áp có khả năng duỗi ra khi nó ở trên quỹ đạo. Phi hành gia Alexei Leonov mặc bộ đồ bảo hộ và rời khỏi tàu vũ trụ, trong khi chỉ huy Pavel Belyayev vẫn ở lại tàu. Leonov bắt đầu bước đi trong không gian vào thời điểm phút thứ 90, vào cuối vòng quỹ đạo đầu tiên. Ông đã rời tàu vũ trụ trong khoảng thời gian 12 phút và 9 giây (08:34:51–08:47:00 GMT), lúc bắt đầu EVA, ông đang ở vị trí phía trên khu vực Bắc Phi (Bắc Sudan/Nam Ai Cập), và kết thúc EVA khi đang ở phía trên khu vực Đông Siberia.
Tàu Voskhod 2 có trang bị tên lửa retrorocket nhiên liệu rắn, được gắn trên đầu module hạ cánh. Ghế phóng được tháo bỏ, bổ sung thêm hai ghế ngồi, (với góc 90° so với ghế ngồi của tàu Vostok). Một khoang điều áp được gắn vào module hạ cánh, đối diện với cửa ra vào tàu. Sau khi sứ mệnh đi bộ được hoàn thành, khoang điều áp này sẽ được tách bỏ. Không có thực phẩm dự trữ dành cho phi hành đoàn trong trường hợp phóng hoặc hạ cánh khẩn cấp. Module tàu vũ trụ cũng được trang bị tên lửa để phanh hỗ trợ module hạ cánh mềm trên mặt đất. Khác với Vostok, các phi hành gia sẽ đáp xuống Trái đất cùng với module hạ cánh Voskhod.
Mặc dù Leonov đã hoàn thành sứ mệnh đi bộ trong không gian thành công, cả sứ mệnh đã gặp phải nhiều vấn đề. Nhiệm vụ duy nhất của Leonov là gắn chiếc máy ảnh vào phía cuối khoang điều áp, để có thể ghi lại hình ảnh ông đang đi bộ ngoài không gian, Leonov thực hiện điều này không gặp trở ngại gì, tuy nhiên khi cố gắng kích hoạt máy ảnh trên ngực, ông đã làm bộ quần áo bảo hộ phồng lên, khiến ông bị căng cứng và không thể trở về lại khoang điều áp. Tuy nhiên cuối cùng ông đã trở về khoang điều áp thành công.:456 Leonov đã không nói gì trong radio liên lạc khi xảy ra sự kiện này, đồng thời kênh truyền hình trực tiếp của Liên Xô cũng tạm dừng phát sóng khi sứ mệnh gặp trục trặc. Leonov và Belyayev sau đó đã gặp khó khăn trong việc đóng kín cửa sập khoang điều áp do biến dạng nhiệt. Khi trở về Trái đất, con tàu gặp trục trặc ở bộ phận lái tự đông, khiến cho phi hành đoàn buộc phải lái tàu bằng tay, vốn là tình huống chỉ áp dụng khi khẩn cấp. Tàu vũ trụ Voskhod 2 quá chật chội, khiến cả hai nhà du hành vũ trụ vốn đang mặc đồ bảo hộ không thể quay trở lại vị trí ghế ngồi của mình, do đó không thể khôi phục lại khối tâm của con tàu trong vòng 46 giây sau khi định hướng lại con tàu hồi quyển:457–459 và hạ cánh xuống vùng Prem. Module quỹ đạo không tách khỏi module hạ cánh đúng cách, khiến cho tàu vũ trụ bị quay tự do cho đến khi module được tách ra ở độ cao 100 km.

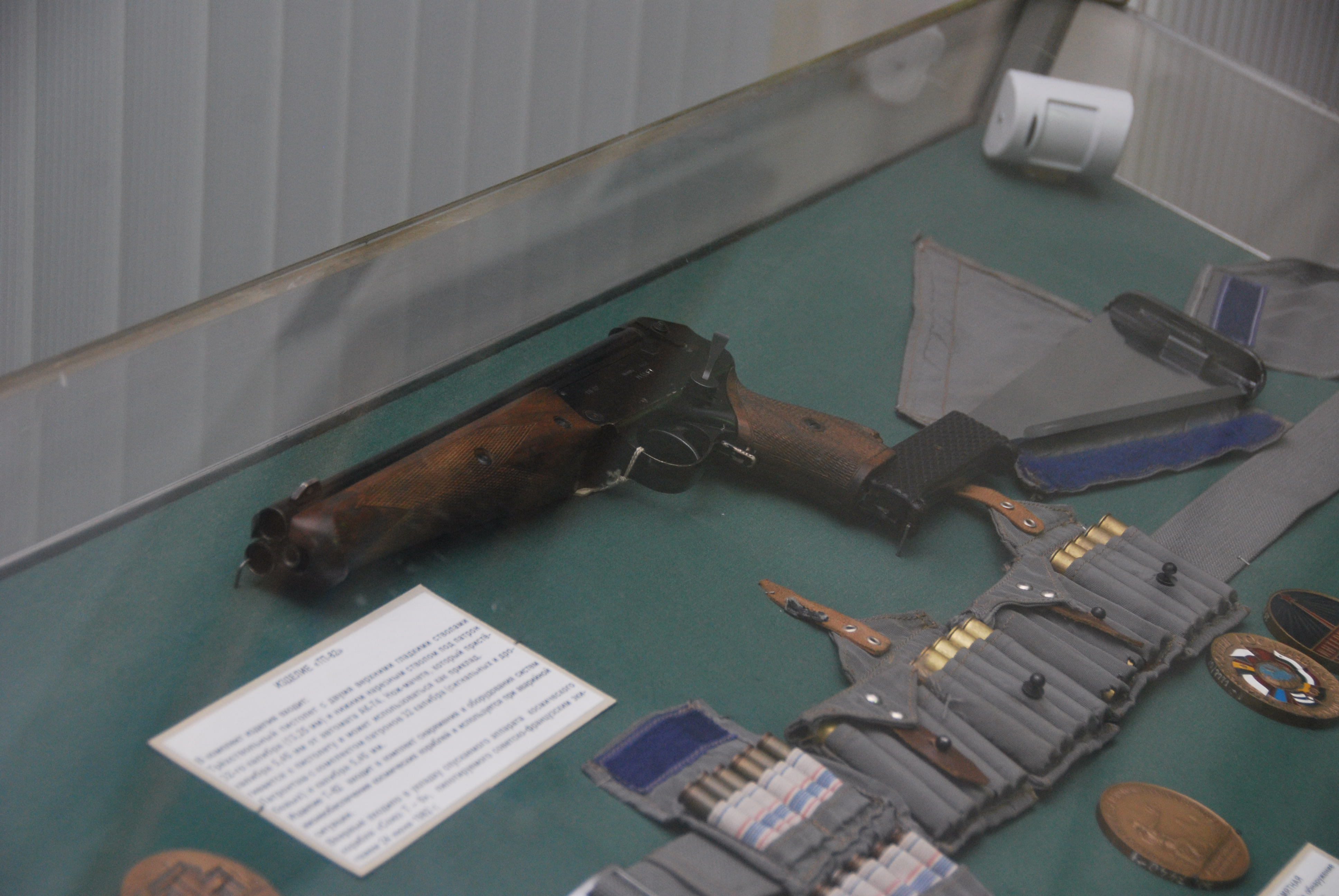
Khẩu TP-82, được các phi hành gia sử dụng trưng bày tại Bảo tàng pháo binh Saint-Peterburg.

Sự chậm trễ 46 giây này đã khiến cho tàu vũ trụ hạ cánh chệch khỏi điểm dự kiến 386 km (240 mi), xuống các khu rừng thuộc Upper Kama Upland, một nơi nào đó phía Tây của Solikamsk. Mặc dù các nhân viên điều hành chuyến bay không biết tàu vũ trụ đã đáp xuống chưa, các phi hành gia có còn sống hay không, nhưng gia đình của Leonov và Belyayev vẫn được báo là các phi hành gia đang được hồi phục. Khu vực hạ cánh có khí hậu khắc nghiệt, và có các động vật hung dữ như gấu và sói. Về sau các kỹ sư đã chế tạo một loại súng lục TP-82 dành cho các phi hành gia để tự vệ. Máy bay trực thăng tuy định vị được vị trí của các phi hành gia nhưng họ không thể đáp xuống do rừng quá rậm rạp. Bắt buộc phải thả các đồ dụng cụ giúp phi hành gia giữ ấm cơ thể. Một nhóm giải cứu đã di chuyển đến chỗ các phi hành gia băng qua quãng đường sáu km vào ngày sau đó, thay vì nâng trực tiếp các phi hành gia lên máy bay do quá nguy hiểm. Nhóm cứu hộ đi đầu đã dựng một cabin trú ẩn nhỏ, và một đống lửa lớn. Sau khi nghỉ thêm một đêm trong rừng, các phi hành gia đã trượt tuyết đến chỗ đáp của trực thăng gần đó, rồi di chuyển về Perm, sau đó là Baikonur để phỏng vấn.:457–459
Tướng Nikolai Kamanin về sau ghi lại trong hồi ký của mình địa điểm hạ cánh của Voskhod 2, khoảng 75 kilômét (47 dặm) tính từ Perm, trong khu rừng có tọa độ 59°34′B 55°28′Đ / 59,567°B 55,467°Đ vào ngày 19 tháng 3 năm 1965, 09:02 GMT. Ban đầu, có một vài nhầm lẫn, cho răng Voskhod 2 hạ cánh cách không xa Shchuchin (khoảng 30 kilômét hay 19 dặm theo hướng Tây Nam Bereznikov, phía Bắc của Perm).
Khoang hạ cánh hiện nay được trưng bày tại Bảo tàng RKK Energiya tại Korolev, gần Moscow.

## Bước đi trong không gian
Trong quá trình bay lên quỹ đạo Voskhod 2, Leonov và Belyayev đã tiến hành gắn ba lô EVA (Ba lô cung cấp dưỡng khí cá nhân) lên bộ quần áo bảo hộ Berkut của Leonov, đây là bộ đồ không gian được sửa đổi từ bộ đồ phi hành gia Sokol-1 vốn được sử dụng trong các sứ mệnh Vostok trước đó. Ba lô EVA cung cấp khí oxy đủ để phi hành gia dùng trong 45 phút. Oxy được thông qua van xả vào không gian, mang theo hơi ẩm và khí CO2. Áp suất của bộ đồ không gian có thể được đặt ở mức 40,6 kPa (5,89 psi) hoặc 27,40 kPa (3,974 psi).
Belyayev sau đó tiến hành duỗi thẳng khoang điều áp và tăng áp cho khoang. Khoang điều áp rất cần thiết do hai lí do: đầu tiên, các thiết bị điện tử sử dụng ống chân không do đó chúng cần phải được duy trì ổn định áp suất để làm lạnh không khí. Mặt khác, không thể mang theo nguồn cấp ni tơ và oxy điều áp cho khoang sau khi phi hành gia hoàn thành nhiệm vụ đi bộ ngoài không gian, do giới hạn về trọng lượng rất ngặt nghèo của tàu vũ trụ. Để so sánh, tàu vũ trụ Gemini của Mỹ sử dụng thiết bị điện tử bán dẫn, và trong môi trường điều áp chỉ có khí oxy ở áp suất 69 kPa (10,0 psi), có thể dễ dàng điều áp trong khoang tàu sau khi tiến hành EVA. Khoang điều áp Volga của tàu Voskhod 2 đã được chế tạo và thử nghiệm trong vòng 9 tháng giữa năm 1964. Tại thời điểm phóng tàu, khoang điều áp Volga được gắn trên cửa sập của Voskhod 2, nhô ra 74 cm (29 in) ngoài vỏ tàu vũ trụ. Khoang điều áp gồm vòng kim loại rộng 1,2 m (3,9 ft), được gắn trên cửa sập mở vào trong của tàu Voskhod 2, cùng với đó là một ống vải hai lớp khi triển khai sẽ có chiều dài 2,5 m (8,2 ft), cửa sập của khoang điều áp có đường kính 65 cm (26 in). Thể tích của khoang điều áp Volga là 2,50 m³.
Khoang Volga được duỗi ra trong thời gian bảy phút, và được điều áp nhờ bốn bình chứa oxy hình cầu. Hai đèn chiếu sáng bên trong khoang điều áp và ba camera 16mm - hai trong cửa gió, một bên ngoài trên một cần dài gắn ở vành trên - đã ghi lại chuyến đi bộ ngoài không gian đầu tiên lịch sử.
Belyayev có nhiệm vụ điều khiển khoang điều áp từ bên trong tàu Voskhod 2, tuy nhiên cũng có một bộ điều khiển dự phòng dành cho phi hành gia Leonov bên trong khoang điều áp. Leonov đi vào khoang Volga, sau đó Belyayev tiến hành đóng cửa sập nối giữa Voskhod 2 và khoang điều áp, tiến hành giảm áp cho khoang Volga. Leonov mở cửa sập khoang điều áp và đẩy ra ngoài khoảng không vũ trụ dây rốn dài 5,35 m (17,6 ft) nối ông với tàu vũ trụ. Về sau Leonov khẳng định dây rốn đã giúp ông có thể kiểm soát được hướng di chuyển tự do của mình trong không gian. Leonov cho biết ông có thể nhìn thấy từ eo biển Gibraltar đến biển Caspi.
Sau khi Leonov trở lại ghế của mình, Belyayev đã kích hoạt các bulong nổ để tách bỏ khoang Volga. Sergei Korolev, Tổng công trình sư viện thiết kế OKB-1 (hiện nay là RKK Energia), khẳng định Leonov có thể ở ngoài không gian lâu hơn nhiều so với thực tế, trong khi Mstislav Keldysh, trưởng nhóm nghiên cứu thuyết chương trình không gian Liên Xô, Chủ tịch Viện hàn lâm khoa học Liên Xô, tin rằng lần thực hiện EVA thành công của Leonov đã chứng minh các phi hành gia trong tương lai có thể làm việc ngoài không gian dễ dàng hơn.
Cơ quan thông tấn của chính phủ Liên Xô, TASS, thông báo, "sau khi bước đi bên ngoài vũ trụ và trở về tàu, Leonov vẫn cảm thấy khỏe mạnh." Tuy nhiên, sau khi chiến tranh Lạnh kết thúc, các tài liệu giải mật cho thấy một câu chuyện khác — Bộ đồ phi hành gia Berkut của Leonov bị phồng, khiến cho ông gặp khó khăn trong gập người. Vì lí do này mà Leonov không thể với tới nút chụp ảnh được gắn trên đùi của mình để chụp lại ảnh tàu Voskhod 2, nhưng vẫn có thể thu hồi lại máy ảnh gắn trên Volga-qua đó ghi lại chuyến đi bộ ngoài không gian của ông. Sau khi đi bộ ngoài không gian trong vòng 12 phút, Leonov đã quay trở lại tàu.
Sau này người ta biết được rằng Leonov đã đưa đầu vào khoang điều áp trước-thay vì đưa chân vào trước, cửa sập đóng tự động tuy nhiên nó bị kẹt, do vậy Leonov không thể quay lại để đóng kín cửa sập. Ông khi đó đã phải giảm áp bộ đồ bảo hộ của mình để có thể gập người và đóng cửa sập bằng tay. Leonov đã dự định uống một viên thuốc tự tử nếu như không thể quay trở lại Voskhod 2, và Belyayev buộc phải bỏ lại ông ở trên quỹ đạo.
Các bác sĩ đã báo cáo rằng Leonov gần như đã bị sốc nhiệt — nhiệt độ cơ thể ông đã tăng 1,8 °C (3,2 °F) trong vòng 20 phút; Leonov đã kể lại sau đó rằng ông đã ướt đẫm mồ hôi trong bộ đồ phi hành gia.

## Cứu hộ phi hành đoàn
Module hạ cánh đáp xuống vùng Perm của Nga. Địa điểm hạ cánh thực tế cách xa địa điểm hạ cánh dự kiến xấp xỉ 386 kilomet. Nguyên nhân là do hệ thống định vị bị lỗi khiến hệ thống phanh tự động bị lỗi. Do sự cố này mà phi hành đoàn đã phải thực hiện hạ cánh thủ công để có thể đưa tàu trở lại Trái đất. Khoảng 4 giờ sau khi tàu hạ cánh, trực thăng cứu hộ đã tìm thấy các phi hành gia, tuy nhiên. Khu vực hạ cánh của Voskhod 2 có nhiều cây lớn nên trực thăng không thể hạ cánh. Leonov và Belyayev có thể được trục lên trực thăng nhờ dây và giỏ cứu hộ nhưng Tổng bí thư Leonid Brezhnev không cho phép thực hiện điều này. Dẫn đến việc phi hành đoàn phải mất 3 ngày 2 đêm mới được giải cứu. Để tự vệ, phi hành đoàn được trang bị dao và súng lục. Ngoài ra, bản thân hai phi hành gia cũng có kinh nghiệm trong việc tồn tại trong môi trường khắc nghiệt, khi mà về đêm nhiệt độ có thể giảm xuống tới mức đóng băng -22 °F. Máy bay cứu hộ đã thả xuống quần áo ấm, ủng, nước và nhiều vật dụng cần thiết khác, đồng thời máy bay cũng thả xuống bác sĩ, cùng với các nhân viên kỹ thuật xuống một vị trí gần với khu vực Voskhod 2 hạ cánh để có thể hỗ trợ các phi hành gia. Đồng thời những người khác cũng làm nhiệm vụ phát quang khu vực để trực thăng có thể hạ cánh. Cuối cùng, sau khi dành 2 đêm ngủ trong rừng, Leonov và Belyayev đã trượt tuyết suốt 9 km để đến địa điểm trực thăng hạ cánh. Sau đó các phi hành gia được đưa đến Perm và Baikonur.
Ngày nay, người ta dựng lên một một tấm bảng với lối đi bằng gỗ dài 400 mét đến tại địa điểm hạ cánh của Voskhod 2. Các tình nguyện viên đã mất khoảng hai tuần để hoàn thành con đường này.

## Trong văn hóa đại chúng
- Năm 2015, sứ mệnh của tàu Voskhod 2 đã được nhắc đến trong chương "Space" trong chương trình Drunk History trên kênh Comedy Central, thực hiện bởi Derek Waters. Blake Anderson và Adam DeVine đóng vai Leonov và Belyayev.
- Một bộ film của Nga năm 2017 có tựa đề The Age of Pioneers (tiếng Nga: Время первых, đã Latinh hoá: Vremya Pervykh), với sự tham gia diễn xuất của Yevgeny Mironov trong vai Alexei Leonov và Konstantin Khabensky trong vai Pavel Belyayev.
- Trong loạt film For All Mankind, Voskhod 2 là tên được đặt cho tàu vũ trụ đầu tiên hạ cánh xuống Mặt trăng, với Leonov là người đầu tiên đi bộ trên mặt trăng, vài tuần trước khi tàu Apollo 11 hạ cánh xuống Mặt trăng.